# Mezinárodní barmanská asociace

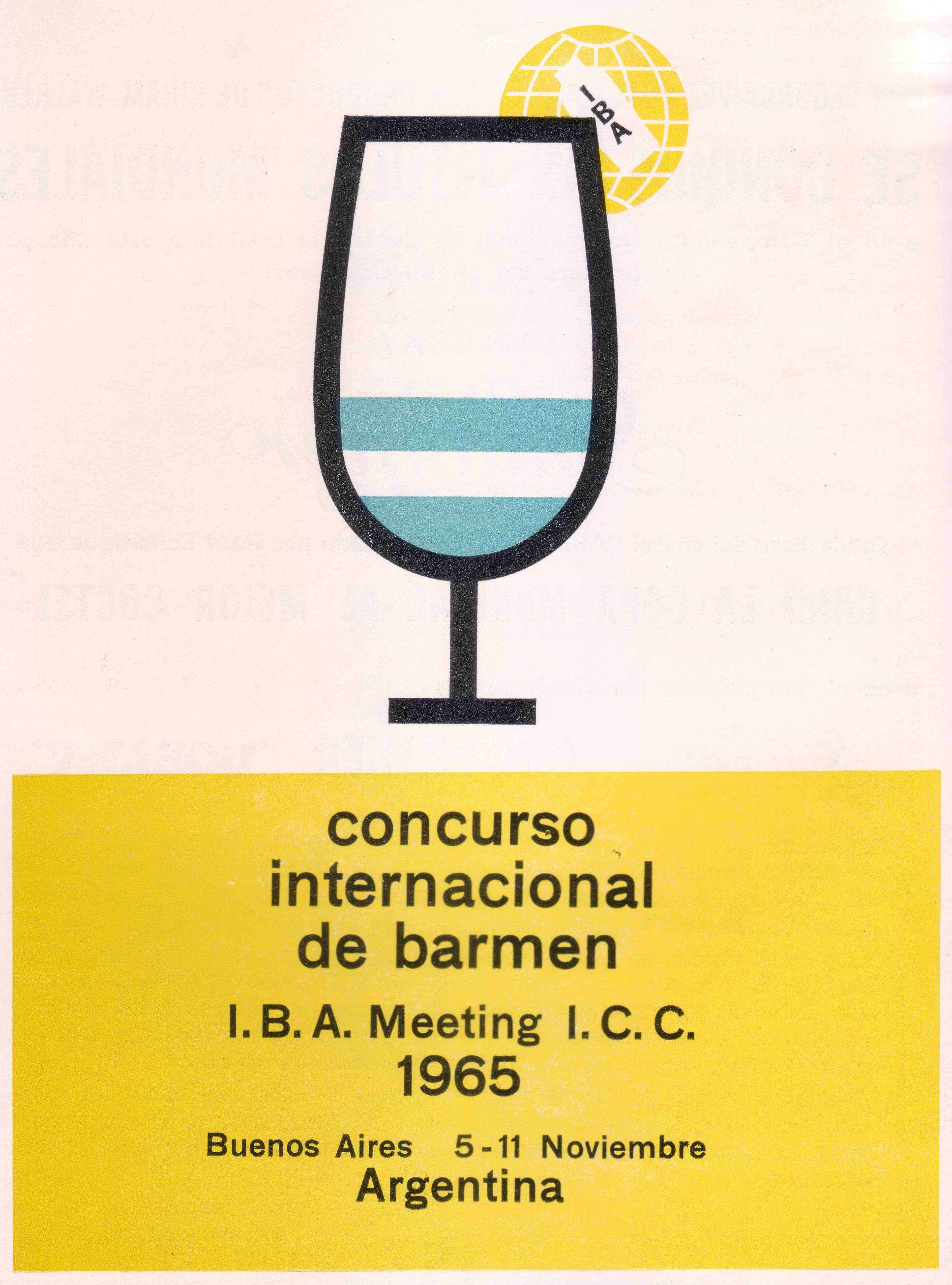
Plakát ze setkání IBA v hotelu Claridge v Buenos Aires z roku 1965.

Mezinárodní barmanská asociace (anglicky International bartender asociation, zkráceně IBA) je mezinárodní organizace založená za účelem zastupování nejzkušenějších barmanů na světě. Asociace byla založena 24. února 1951.
Každoroční události World Cocktail Competition (WCC) a World Flairtending Competition (WFC) jsou organizovány právě IBA. Každý rok se akce konají v jiných destinacích. IBA také schvaluje seznam oficiálních koktejlů, které považuje za nejčastěji míchané. Seznam byl založen roku 1960, poprvé byl veřejnosti představen roku 1961 a zahrnoval 50 koktejlů. K roku 2024 zahrnuje 102 koktejlů ve 3 kategoriích.